# Barthélémy Beaulaigue
Barthélémy Beaulaigue [Beaulegue] (ca. 1544 - ?) est un musicien et compositeur français, actif à Marseille autour de 1558 et dont les œuvres ont été publiées à Lyon en 1558 et 1559.

## Biographie
Les seuls éléments biographiques dont on dispose sur Beaulaigue proviennent des deux éditions qui sont parues à son nom, à Lyon. La dédicace de son livre de Chansons nouvelles nous apprend qu'il n'a pas encore quinze ans, qu'il est enfant de chœur à la cathédrale de Marseille et qu'il est encore sous la férule d'un précepteur. Aucun autre document sur lui ne subsiste, rien notamment dans les archives de Marseille, ni dans les chroniques locales.
Comme Beaulaigue n'hésite pas à dédier ses deux volumes à Diane de Poitiers, comme aussi son écriture polyphonique est parfaitement maîtrisée, on a jugé improbable qu'un musicien aussi jeune et aussi accompli n'ait laissé aucune trace de son activité à Marseille ; son existence a été mise en doute et l'hypothèse a été émise que sous ce nom se cachait un musicien plus âgé, qui n'a pas été identifié (aucun maître de quelque importance n'est identifié à Marseille à cette époque). L'hypothèse d'une mystification est d'ailleurs soutenue par deux choses : le texte de sa dédicace, très élaboré, a tout l'air d'être un texte à clé tant il est contourné et profusément symbolique. De plus, certains événements survenus à Marseille et cités dans les chansons tendaient à montrer que certaines pièces ont été composées en 1551, quand Beaulaigue avait au plus huit ans, voire en 1539 donc avant sa naissance… Des recherches récentes tendent à montrer que les volumes seraient effectivement une supercherie musicale, dont les objectifs réels s'inscrivent dans la propagande protestante.
En tout cas, les œuvres ramènent indubitablement à Marseille : trois chansons sont offertes à Leone Strozzi (1515-1554), prieur de Capoue et général des galères de France, séjournant entre 1539 et 1551 à Marseille, port d'attache des galères. Le premier motet est dédié au cardinal Charles de Lorraine (1524-1574), passant à Marseille sur son chemin vers Rome. Les motets VIII et XIII sont dédiés aux saints Victor et Lazare, patrons de la ville.

## Œuvres

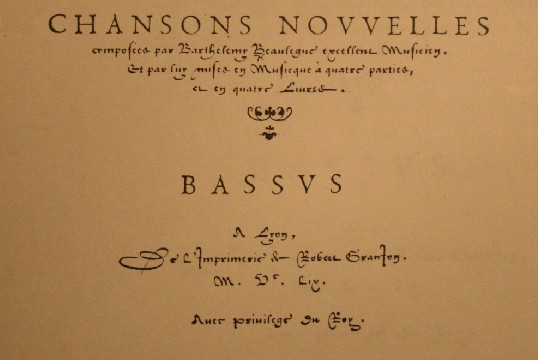
Page de titre des Chansons nouvelles de 1559.

- Chansons nouvelles composées par Barthelemy Beaulegue excellent musicien. Et par luy mises en musique à quatre parties, et en quatre livres. Lyon : impr. de Robert Granjon, 1559 (ténor daté 1558). 4 vol. 8° obl., mus., texte en caractères de civilité[3].

Le volume contient 13 chansons, dont le texte et la musique sont dus à Beaulaigue. Les deux premières sont adressées à Diane de Poitiers, et trois autres à Leone Strozzi, général des galères de France. Dans le volume de superius, la dédicace est suivi d'un portrait de la déesse Diane en médaillon, attribué au graveur Bernard Salomon, et d'un portrait du compositeur. Les chansons sont intégralement transcrites dans Auda 1957 ; la chanson Comme serait à moy louer possible figure aussi dans Dobbins 2001.
- Mottets nouvellement mis en musique à quatre, cinq, six, sept et huit parties, en quatre livres: par Barthelemy Beaulaigue excellent musicien. Lyon : impr. de Robert Granjon, 1559. 4 vol. 8° obl., mus., texte en caractères romains[4].

Ces 14 motets sont écrits dans des styles assez variés, avec notamment usage de canon ou de teneur grégorienne. Le premier est dédié à Charles de Guise, cardinal de Lorraine. Les deux motets à 8 voix sont repris dans un recueil de 1564, d'autres se retrouvent dans des manuscrits contemporains. Les motets sont intégralement transcrites dans Auda 1957.
Un procès survenu entre Robert Granjon et Guillaume Guéroult en 1558 révèle que la musique de ces recueils avait été fournie à Granjon par Guéroult et Jehan Hiesse, et que l'impression se faisait à frais partagés. Un contrat entre les trois partenaires avait été signé le 10 décembre 1557.